# ケアンズ・タイパンズ
ケアンズ・タイパンズ（Cairns Taipans）は、オーストラリアのNBLに所属するプロバスケットボールチームである。本拠地はケアンズのケアンズ・コンベンションセンター。

## 歴史
1999年に発足し、NBL参加。
1998年に現チーム名となる。
2006・2007年の2年連続で準決勝に進んでいるが、ファイナルには進めていない。

## 主な歴代所属選手
- ラシャード・タッカー
- トーリー・クレイグ
- ステファン・ジマーマン
- ディージェイ・ニュービル
- メロ・トリンブル
- キャメロン・オリバー
- デヴォン・ホール
- ネイサン・ジャワイ
- ベンキー・ジョイス
- ミッチ・マッキャロン
- ロバート・ロー
- ジャロッド・ケニー
- ジョーダン・ナタイ
- スコッティ・ウィルベキン
- ジャマー・ウィルソン
- マジョク・デン
- ブル・クオル
- スコット・マチャド